# آلوکاردا، دختر تاریکی
آلوکاردا، دختر تاریکی (اسپانیایی: Alucarda, la hija de las tinieblas‎) یک فیلم ترسناک فراطبیعی به کارگردانی خوان لوپس موکتسوما محصول سال ۱۹۷۸ سینمای مکزیک است. از بازیگران آن می‌توان به تینا رومرو، کلاودیو بروک، داوید سیلوا و مارتین لاسال اشاره کرد.